# ミルドレッド・ピアース 幸せの代償
『ミルドレッド・ピアース 幸せの代償』（ミルドレッド・ピアース しあわせのだいしょう、原題：Mildred Pierce）はジェームズ・M・ケインの1941年の小説『Mildred Pierce』を原作とした2011年のアメリカ合衆国のテレビドラマ（ミニシリーズ、全5話）である。
米国ではHBOで2011年3月27日から同年4月10日まで放送された。日本ではWOWOWで2011年10月15日と16日に放送された（二ヶ国語放送）。

## 概要
同原作の映像化としては1945年の映画『ミルドレッド・ピアース』（主演：ジョーン・クロフォード）についで2度目である。ただし映画が、原作にない殺人事件を設定し、そこに至るまでの経緯を主人公が語ることで事件の動機と真犯人を明らかにして行くミステリーとして構成されていたのに対し、本作はより原作に近い形で映像化されている。
エミー賞（第63回プライムタイム・エミー賞）で21のノミネート、5つの受賞を果たした（詳細は後述）。

## あらすじ

### 第1話『最初の別れ』
- HBO：2011年3月27日、WOWOW：2011年10月15日

世界恐慌のまっただ中にあった1931年のカリフォルニア州グレンデール。平凡な主婦ミルドレッド・ピアースは、不動産業を営む夫バートと2人の娘ヴィーダ、レイの4人で暮らしていた。しかし、夫が職を失った上、近所の未亡人（実際には夫は存命）と浮気していることから、ミルドレッドは怒りに任せて夫を家から追い出してしまう。娘2人を養うためにミルドレッドは職を探すが、大不況の中、働いた経験のない彼女に、なかなか職は見つからない。
そんなある日、たまたま入った大衆食堂が人手不足であると知ると、ミルドレッドは自分を売り込み、ウェイトレスとして働くことになる。しかし、本望ではない仕事であることから、ミルドレッドは近所に住む親友ルーシー・ゲスラーに「娘には言わないで欲しい」と頼む。

### 第2話『永遠の別れ』
- HBO：2011年3月27日、WOWOW：2011年10月15日

ミルドレッドがウェイトレスとして働いていることを知った娘ヴィーダは「恥ずかしい」と激しく母親をなじるが、それをきっかけにミルドレッドは自分でレストランを経営したいと思うようになる。夫バートのかつてのビジネスパートナーで今はミルドレッドの情夫となっているウォーリー・バーゲンの紹介で店舗物件を手に入れたミルドレッドは、レストラン「ミルドレッド」の開店に向けて準備を進める。
ウェイトレスとして働く最後の日、ミルドレッドは客としてやって来たセレブのプレイボーイ、モンティ・ベラゴンに誘われ、深い仲となる。ところが家に帰ると、次女レイが急病で病院に担ぎ込まれたと知る。慌てて病院にかけつけると、レイの状態が安定したことから、ミルドレッドだけを残し、バートとヴィーダは病院を後にする。ところがレイの状態が急変、そのまま息を引き取ってしまう。

### 第3話『哀しい別れ』
- HBO：2011年4月3日、WOWOW：2011年10月16日

ミルドレッドのレストランは、ビジネスパートナーとなったウォーリーの協力と、大衆食堂で働いていた当時に親友となったベテランウェイトレス、アイダ・コーウィンの手助けもあり、開店初日を大盛況のうちに終える。その後も、親友ルーシーのアドバイスもあって、経営は順調に進む。
一方、開店初日に客としてやって来た有名セレブのモンティに夢中になったヴィーダは、モンティとともにセレブの生活を堪能するようになるが、同時に、額に汗して働く母親を一段と見下すようになる。しかし、モンティは事実上破産状態であり、ミルドレッドに養われていたのだ。
母と娘の関係が悪化する中、ミルドレッドはモンティに別れを告げる。

### 第4話『つかの間の別れ』
- HBO：2011年4月10日、WOWOW：2011年10月16日

1937年、ミルドレッドの事業は大成功を収めていた。ビバリーヒルズの支店をアイダに任せたのに続き、新たにラグナ・ビーチに出店した支店を親友ルーシーに任せる。
一方、子どものころからピアノを習わせていたヴィーダが有名指揮者にピアニストとしての才能を否定される。自暴自棄になったヴィーダは自堕落で派手な生活を送るようになる。そんなヴィーダを苦々しく思いつつも、ミルドレッドは強くたしなめられない。
ところがヴィーダが有名映画監督の息子と関係を持ち、嘘の妊娠で相手の家族から示談金を得ようとしていることを知ったミルドレッドは激しい衝撃を受ける。開き直ったヴィーダが、母親を含めて自分のこれまでの生活の全てを捨てるには金が必要だったと言い放つと、ミルドレッドはヴィーダを家から追い出す。
しばらくして、ミルドレッドは音信不通のヴィーダが新人オペラ歌手として注目されていることを知る。

### 第5話『最後の別れ』
- HBO：2011年4月10日、WOWOW：2011年10月16日

ヴィーダはかつて彼女のピアニストとしての才能を否定した有名指揮者の下でオペラ歌手として成功を掴みかけていたが、ミルドレッドに会おうとはしない。
そんなある日、ミルドレッドは街中でモンティに再会、改めて愛し合った2人は結婚する。そして2人が開いたパーティにヴィーダが現れ、ミルドレッドと和解する。
ヴィーダのオペラ歌手としての活動を全面的に支援したいミルドレッドは会社の仕事もそこそこに莫大な金をヴィーダに投じる。そのため会社の経営が悪化し、ビジネスパートナーのウォーリーから、浪費をやめ、仕事に専念するなどの誠意を見せない限り、ミルドレッドを会社から追い出し、アイダを後任に据えると言い渡されてしまう。
元夫バートと相談し、既にオペラ歌手として充分な収入があるヴィーダに支援してもらおうと家に戻ったミルドレッドは、ヴィーダがモンティのベッドにいるのを目撃する。開き直ったモンティに激しく罵られたミルドレッドは、とっさにヴィーダの首を絞め、声を出せなくしてしまう。
モンティと離婚したミルドレッドはバートと再婚し、会社をアイダに譲る。家に戻った2人の前にヴィーダが現れ、声が出るようになったのでニューヨークでモンティと再出発すると言う。声が出なくなったのも嘘だったのではと気付いたミルドレッドはヴィーダに激しい口調で絶縁を言い渡す。そんなミルドレッドにバートは「あんなのは娘じゃない」と言い、改めて2人で生きて行こうと誓う。

## キャスト
ミルドレッド・ピアース
演 - ケイト・ウィンスレット、吹替 - 林真里花
平凡な主婦から離婚をきっかけに実業家に転身する。
モンティ・ベラゴン
演 - ガイ・ピアース、吹替 - 檀臣幸
セレブ。後にミルドレッドの2番目の夫となる。
ヴィーダ・ピアース
演 - モーガン・ターナー、吹替 - 渋谷はるか（11歳〜14歳）
演 - エヴァン・レイチェル・ウッド、吹替 - 勝島乙江（17歳〜）
ミルドレッドの長女。後にオペラ歌手となる。
ルーシー・ゲスラー
演 - メリッサ・レオ、吹替 - 大西多摩恵
ミルドレッドの隣人で親友。後にレストラン「ミルドレッド」の支店をまかされる。
ウォーリー・バーゲン
演 - ジェームズ・レグロス、吹替 - 後藤哲夫
ミルドレッドの情夫。後にミルドレッドのビジネス・パートナーとなる。
バート・ピアース
演 - ブライアン・F・オバーン、吹替 - 大滝寛
ミルドレッドの最初の夫。別れた後もミルドレッドを気にかけ、何かと相談に乗る。
アイダ・コーウィン
演 - メア・ウィニンガム
大衆食堂のベテラン・ウェイトレス。後に「ミルドレッド」の支店をまかされる。
フォレスター夫人
演 - ホープ・デイヴィス、吹替 - 坪井木の実
有名映画監督の妻。ヴィーダが妊娠を盾に示談金を要求した男の母親。
レイ・ピアース
演 - クイン・マッコルガン、吹替 - 久野美咲
ミルドレッドの次女。幼くして病で急死する。

## 作品の評価

### 映画批評家によるレビュー
Rotten Tomatoesによれば、批評家の一致した見解は「過度に原作に忠実な『ミルドレッド・ピアース 幸せの代償』は、精巧な美術と魅惑的な主演の演技で親しみやすさを補っている。」であり、57件の評論のうち高評価は81%にあたる46件で、平均して10点満点中8.25点を得ている。
Metacriticによれば、28件の評論のうち、高評価は19件、賛否混在は8件、低評価は1件で、平均して100点満点中69点を得ている。

### 受賞歴
| 映画祭・賞                                              | 部門                                                             | 候補                                                                | 結果       |
| ------------------------------------------------------- | ---------------------------------------------------------------- | ------------------------------------------------------------------- | ---------- |
| プライムタイム・エミー賞                                | 作品賞（ミニシリーズ/テレビ映画部門）                            |                                                                     | ノミネート |
| プライムタイム・エミー賞                                | 主演女優賞（ミニシリーズ/テレビ映画部門）                        | ケイト・ウィンスレット                                              | 受賞       |
| プライムタイム・エミー賞                                | 助演男優賞（ミニシリーズ/テレビ映画部門）                        | ガイ・ピアース                                                      | 受賞       |
| プライムタイム・エミー賞                                | 助演男優賞（ミニシリーズ/テレビ映画部門）                        | ブライアン・F・オバーン                                             | ノミネート |
| プライムタイム・エミー賞                                | 助演女優賞（ミニシリーズ/テレビ映画部門）                        | エヴァン・レイチェル・ウッド                                        | ノミネート |
| プライムタイム・エミー賞                                | 助演女優賞（ミニシリーズ/テレビ映画部門）                        | メリッサ・レオ                                                      | ノミネート |
| プライムタイム・エミー賞                                | 助演女優賞（ミニシリーズ/テレビ映画部門）                        | メア・ウィニンガム                                                  | ノミネート |
| プライムタイム・エミー賞                                | 脚本賞（ミニシリーズ/テレビ映画/スペシャル番組部門）             | トッド・ヘインズ ジョン・レイモンド                                 | ノミネート |
| プライムタイム・エミー賞                                | 演出監督賞（ミニシリーズ/テレビ映画部門/スペシャル番組部門）     | トッド・ヘインズ                                                    | ノミネート |
| プライムタイム・エミー賞 クリエイティブアート・エミー賞 | 美術監督賞（ミニシリーズ/テレビ映画部門）                        | マーク・フリードバーグ（デザイン） ピーター・ログネス（美術監督）他 | 受賞       |
| プライムタイム・エミー賞 クリエイティブアート・エミー賞 | 撮影賞（ミニシリーズ/テレビ映画部門）                            | エドワード・ラックマン                                              | ノミネート |
| プライムタイム・エミー賞 クリエイティブアート・エミー賞 | 衣装賞（ミニシリーズ/テレビ映画/スペシャル番組部門）             | アン・ロス他                                                        | ノミネート |
| プライムタイム・エミー賞 クリエイティブアート・エミー賞 | ヘアスタイリング賞（ミニシリーズ/テレビ映画/スペシャル番組部門） | ジェリー・デカルロ ジェリー・ポポリス                               | ノミネート |
| プライムタイム・エミー賞 クリエイティブアート・エミー賞 | メイクアップ賞（ミニシリーズ/テレビ映画/スペシャル番組部門）     | パトリシア・リーガン リンダ・メロッツォ                             | ノミネート |
| プライムタイム・エミー賞 クリエイティブアート・エミー賞 | 劇中曲賞（ミニシリーズ/テレビ映画/スペシャル番組）               | カーター・バーウェル                                                | 受賞       |
| プライムタイム・エミー賞 クリエイティブアート・エミー賞 | 音響編集賞（ミニシリーズ/テレビ映画/スペシャル番組部門）         | イライザ・パレイ トニー・マルティネス他                             | ノミネート |
| プライムタイム・エミー賞 クリエイティブアート・エミー賞 | 音響賞（ミニシリーズ/テレビ映画部門）                            | ドリュー・クーニン レスリー・シャッツ他                             | ノミネート |
| プライムタイム・エミー賞 クリエイティブアート・エミー賞 | 視覚効果賞（ミニシリーズ/テレビ映画/スペシャル番組部門）         | レスリー・ロブソン・フォスター他                                    | ノミネート |
| プライムタイム・エミー賞 クリエイティブアート・エミー賞 | キャスティング賞（ミニシリーズ/テレビ映画/スペシャル番組部門）   | ローラ・ローゼンタール                                              | 受賞       |
| プライムタイム・エミー賞 クリエイティブアート・エミー賞 | 編集賞（シングルカメラ・ミニシリーズ/テレビ映画）                | カミラ・トニオロ アフォンソ・ゴンサウヴェス                         | ノミネート |
| プライムタイム・エミー賞 クリエイティブアート・エミー賞 | 音楽賞（メインタイトルテーマ部門）                               | カーター・バーウェル                                                | ノミネート |